# Халкидонская митрополия
Халкидо́нская митропо́лия (греч. Ιερά Μητρόπολις Χαλκηδόνος, тур. Kadıköy Metropolitliği) — епархия Константинопольской православной церкви на территории турецкой Малой Азии.
Христианство распространялось в Халкидоне не позднее II века, тогда же в Халкидоне появилась и епископская кафедра. В 451 году решением Четвёртого Вселенского Собора, который проходил здесь же, Халкидонская епископия становится митрополией.
В настоящее время Халкидонская митрополия — одна из девяти ныне существующих (не титулярных) православных митрополий Константинопольского Патриархата на территории Турции.

## История
Христианство распространилось в районе Халкидона, на азиатском берегу напротив Византия (позже Константинополя) уже со II века н. э. Один из первых епископов Адриан был мучеником во II (или IV) веке и почитается православной церковью. Халкидон был также местом мученичества святой Евфимии.
Город Халкидон пользовался значительным авторитетом благодаря IV Вселенскому собору, который был созван здесь в 451 году н. э. по инициативе византийского императора Маркиана и императрицы Пульхерии. Его цель состояла в том, чтобы осудить решения Второго Эфесского Собора, широко известного как «разбойничий собор», состоявшегося в 449 году. Решения собора имели важное догматическое значение. Согласно 28-му канону собора, Константинопольская Церковь получила привилегии, равные привилегиям Рима, которые, однако, не были чётко определены. Тот же канон разъяснял, что епископ Константинопольский обладал прерогативой почестей сразу после епископа Римского. Кроме того, согласно решению собора Халкидонская епископия была возведена в ранг митрополии. Это была третья древнейшая митрополия в регионе Вифинии, в северо-западной части Малой Азии, после Никеи и Никомедии, а её правящий архиерей официально именовался экзархом всей Вифинии.
Ряд халкидонских митрополитов участвовали в византийском иконоборческом споре в течение VIII—IX веков. Некоторые из них приняли мученическую смерть и почитаются Православной Церковью, как митрополиты Никита, Косма и Иоанн. В 858 году митрополит Василий, благодаря своему участию в Фотиевой схизме, был смещён патриархом Фотием с кафедры. Однако позже, в 869—870 годах, после восстановления патриарха Игнатия, Василий вернулся на митрополичий престол, где оставался до 877 года.
Позже, около 1100 года митрополит Лев был обвинён в ереси. Он также обвинил императора Алексия I Комнина в святотатстве и иконоборчестве, поскольку тот разрешил плавить религиозные золотые и серебряные предметы, чтобы поддержать его военную кампанию.
Благодаря давней традиции почитания святой Евфимии и её связи с областью Халкидона местные митрополиты претендовали на то, чтобы контролировать ряд храмов и святынь, посвящённых ей в районе Константинополя, и иногда им это удавалось.
В течение XIV века митрополичий престол оставался вакантным из-за османского завоевания этого региона. Однако Халкидонская кафедра была реорганизована в XV веке, возможно, после падения Константинополя и последующего включения Константинопольского Патриархата в систему миллетов османского общества. Первым известным митрополитом того времени был Иосиф в 1477 году. В последующие годы юрисдикция митрополии была распространена дальше на восток. В конце XVII века престол епархии был перенесён в Кузгунджук (Эрмулянай, Хрисокерамос), где он оставался до 1855 года. В этот период был основан целый ряд монастырей, таких как Монастырь Святого Пантелеймона, который был объявлен ставропигиальным.
Митрополит Халкидонский был одним из пяти старших митрополитов из более обширной области Константинополя, а другие — из соседних Ираклейский, Кизикский, Никейский и Никомидийский. По османскому указу 1757 года они должны были постоянно присутствовать в Священном Синоде Константинопольского Патриархата и имели прямой доступ к османскому султану, которому они объявили об избрании нового Константинопольского Патриарха.
С середины XIX века Халкидонская митрополия процветала благодаря значительному приросту населения и экономическому развитию местного православного населения. В 1855 году митрополичий престол вернулся в Халкидон во время предстоятельства митрополита Герасима. Более того, возведённая незадолго до того церковь святой Евфимии стала новым собором. Митрополичий особняк был построен рядом с собором в 1902 году.
В январе 1924 года патриаршим и синодальным Томосом из состава Халкидонской митрополии была выделена Принкипонисская митрополия, ставшая самостоятельной епархией с центром на острове Принкипо (Бююкада).
В 1923 году, после заключения Лозаннского договора и последующего обмена населением между Грецией и Турцией, всё греческое православное население Анатолии было вынуждено переселиться в Грецию, за исключением азиатских окраин Константинополя. Таким образом, халкидонская митрополия стала единственной действующей митрополией Константинопольского Патриархата в Анатолии и одной из четырёх в Турции. Во время антигреческого Стамбульского погрома в сентябре 1955 года были разрушены одиннадцать церквей, находившихся под юрисдикцией Халкидонской митрополии, а оставшиеся три церковных здания были спасены. Более того, фанатичная толпа напала на столичный особняк и надругалась над митрополитом Фомой (Саввопулосом), часами таская его по улицам полуголым.
Последующий отток греческого населения из Константинополя, особенно с 1964 года, оставил Халкидонскую митрополию с крайне незначительным числом прихожан. Митрополита Фому сменил митрополит Мелитон (Хадзис), служивший митрополитом Халкидонским с 1966 по 1989 год. Мелитон был правой рукой Патриарха Константинопольского Афинагора и активно участвовал в работе с Католической церковью.

## Епископы
- Феокрит (II век)
- Адриан (ок. II век)
- Марий (352—362)
- Феодул (упом. 381)
- Евсевий
- Кирин (ок. 400—405)
- Филофей (июнь 405 — ?)
- Элалий (ок. 426—450)
- Елевферий (451—475)
- Ираклиан (509—518)
- Мартиан (упом. 518 — упом. 520)
- Фотин (упом. 530 — упом. 536)
- Константин I (упом. 553)
- Петр (ок. 600)
- Пров (VII век)
- Иоанн I (упом. 681 — упом. 692)
- Никита Халкидонский (726—775)[8]
- Андрей (780—787)
- Ставракий (787 — ?)
- Косма (ок. 813—820)
- Иоанн II (VIII или IX век)
- Дамиан (VIII или IX век)
- Василий (? — 858)
- Захария I (858—870)
- Василий (870—877) второй раз
- Захария I (877 — ?) второй раз
- Никон (до 899)
- Стефан (? — 903)
- Михаил I (X век)
- Иоанн III (X век)
- Даниил (упом. 997)
- Феодор (упом. 1027)
- Никита II (упом. 1058)
- Лев (1080—1086)
- Михаил II (1086—1090)
- Лев (1090 — ?) второй раз
- Иоанн (упом. 1147)
- Константин I (упом. 1157)
- Константин II (упом. 1171)
- Иоанн V (упом. 1191/1192)
- Николай I (упом. 1275 — упом. 1278)
- Феогност (упом. 1294)
- Симеон (упом. 1303)
- Феодул II (1315—1337)
- Иаков (1351—1379)
- Матфей (1387 — ок. 1389)
- Гавриил I (1389—1397)
- Иосиф I (упом. 1477 — упом. 1484)
- Гавриил II (упом. 1499)
- Евфимий (упом. 1546 — упом. 1565)
- Дорофей (упом. 1570 — упом. 1572)
- Сисинний (упом. 1580)
- Дорофей (упом. 1583—1593) второй раз
- Тимофей (1593—1617)
- Иеремия I (1617)
- Тимофей (1617 — июнь 1620) вторично
- Иосиф II (июнь 1620—1622)
- Тимофей (1622 — 18 мая 1623) третий раз
- Иоасаф (29 мая 1623 — март 1626)
- Григорий I (24 марта 1626 — ранее апреля 1628)
- Исаакий (после апреля 1628 — май 1630)
- Нектарий (10 июня 1630—1637)
- Пахомий (1 февраля 1637 — 20 июня 1638)
- Дионисий I (20 июня 1638 — до 1 июня 1639)
- Пахомий вторично (до 1 июня 1639—1647)
- Гавриил III (1647 — после 1662)
- Евфимий II (после 1662 — 7 апреля 1671)
- Иеремия (7 апреля 1671—1685)
- Дионисий II (март 1685 — март 1686)
- Климент (1686—1688)
- Гавриил (1688 — 29 августа 1702)
- Константин II (октябрь 1702—1719/1720)
- Парфений (1719/1720 — 1726)
- Никодим (декабрь 1726—1731)
- Каллиник I (1731 — апрель 1746)
- Гавриил V (апрель 1746 — сентябрь 1747)
- Иоанникий I (сентябрь 1747 — 26 марта 1761)
- Иоанникий II (27 марта 1761 — январь 1770)
- Парфений II (январь 1770 — май 1777)
- Парфений III (май 1777 — ноябрь 1790)
- Иеремия III (ноябрь 1790 — ноябрь 1810)
- Герасим (ноября 1810 — февраля 1820)
- Григорий V (февраля 1820 — лето 1821)
- Анфим (Хорианопулос) (20 октября 1821 — 28 июля 1822)
- Каллиник (июль 1822 — август 1825)
- Агафангел (август 1825 — 26 сентября 1826)
- Захария (сентября 1826 — мая 1834)
- Иерофей (май 1834 — март 1853)
- Герасим (Дзермиас) (15 марта 1853 — 24 февраля 1875)
- Каллиник (Фомаидис) (4 марта 1875 — 14 декабря 1889)
- Иоаким (Эфтивулис) (17 декабря 1889 — 10 мая 1897)
- Герман (Кабакопулос) (10 мая 1897 — 28 января 1913)
- Григорий (Зервудакис) (12 февраля 1913 — 6 декабря 1923)
- Иоаким (Георгиадис) (20 декабря 1923 — 5 февраля 1927)
- Николай (Сакопулос) (22 февраля — 17 марта 1927)
- Агафангел (Константинидис) (2 апреля 1927 — 28 июня 1932)
- Максим (Вапордзис) (28 июня 1932 — 20 февраля 1946)
- Фома (Саввопулос) (12 марта 1946 — 18 октября 1966)
- Мелитон (Хадзис) (25 октября 1966 — 27 декабря 1989)
- Варфоломей (Архондонис) (9 января 1990 — 22 октября 1991)
- Иоаким (Нерандзулис) (10 декабря 1991 — 21 марта 2008)
- Афанасий (Папас) (21 марта 2008 — 16 февраля 2021)
- Эммануил (Адамакис) (с 16 февраля 2021)